# Ácido beta-hidroxibutírico
O ácido beta-hidroxibutírico é um corpo cetônico. Ele é um composto quiral, com dois isômeros óticos. Assim como os outros corpos cetônicos, o acetoacetato e a acetona, níveis do ácido beta-hidroxibutírico aumentam durante a cetose. Nos seres humanos, o ácido beta-hidroxibutírico é sintetizado no fígado a partir do acetil-CoA, e pode ser usado pelo cérebro quando o nível de glicose no sangue é baixo. Ele pode ser usado para a síntese de plásticos biodegradáveis.